# Il trionfo dell'amore ossia Irene e Filandro
Il trionfo dell'amore ossia Irene e Filandro è un'opera lirica in due atti composta da Stefano Pavesi, su libretto incerto, andata in scena nel Teatro Nuovo di Napoli nel 1811.

## Trama
L'azione si svolge a Roma e narra delle vicende della sventurata Irene che, perseguitata dalla matrigna Aurelia, invidiosa della fanciulla più giovane e fresca e sua rivale negli affetti di Filandro, viene destinata ad un ritiro. Dalla parte dei due amanti stanno Tiberio, un lontano parente di Aurelia che disapprova la condotta di questa, e il tenente Raimondo Castragatti, zio di Filandro; inoltre, la ragazza può contare su Giovanni, il giardiniere del ritiro, che riesce a fare da spola con Filandro grazie ad un biglietto di Irene; tuttavia, la perfida matrigna riesce a metterla in cattiva luce, con l'aiuto della maligna cameriera Giannetta, spacciando Raimondo e Tiberio per suoi amanti. Irene è dunque strascinata nel ritiro; e mentre Aurelia cerca (fallendo) di attirarsi i favori di Raimondo, con l'intento di ottenere la mano di Filandro, questi progetta con lo zio, Giovanni e Tiberio la fuga di Irene, di cui la fanciulla è messa al corrente tramite un biglietto del proprio amante. La ragazza è dapprima esitante dal compiere una simile infrazione, ma poi si decide a seguire l'amore, e la fuga riesce, nonostante la fastidiosa presenza di Cecilia e Anastasia, intendente e portinaia del ritiro rispettivamente. Del fatto è prontamente avvisata Aurelia, che giura vendetta, mentre Irene viene condotta nel casino di Tiberio. Qui la rintraccia Aurelia, che le intima di tornare nel ritiro, ma la fanciulla, mostrando per la prima volta coraggio, le tiene testa, scacciandola; questa però ritorna immediatamente con soldati e forze dell'ordine, per costringere Irene a tornare sui suoi passi. La fanciulla è condotta via, ma si scopre che quei soldati altri non sono che servitori di Tiberio mascherati, che hanno ricevuto l'ordine di condurre Irene non nel ritiro ma in un luogo appartato e nascosto, dove Tiberio spera di ottenere l'amore della fanciulla. Filandro, Raimondo e Giovanni si precipitano dunque all'inseguimento del traditore, e raggiunta l'infelice Irene, questa e Filandro sono uniti in matrimonio. Giungono anche Tiberio ed Aurelia, ma, essendo ormai i giochi fatti, entrambi restano a bocca asciutta. A ciò, segue il perdono generale, e tutto si riconciliano con un lauto banchetto nel casino di Tiberio.

## Struttura musicale
- Sinfonia

### Atto I
- N. 1 - Introduzione Mi fai ridere davvero! (Aurelia, Tiberio, Giannetta)
- N. 2 - Duetto Ah signor! vi allontanate (Irene, Raimondo)
- N. 3 - Cavatina Il giardinier Giovanni (Giovanni)
- N. 4 - Aria Contrastarmi invan pretende (Aurelia)
- N. 5 - Duetto Mia signora... cospettone! (Giovanni, Irene)
- N. 6 - Cavatina Dov'è quel core amante (Filandro)
- N. 7 - Sestetto Qual sorpresa! Quale inganno! (Irene, Aurelia, Filandro, Giovanni, Raimondo, Tiberio)
- N. 8 - Aria Don Raimò! sto brutto smacco... (Raimondo)
- N. 9 - Aria Giusto cielo! io fuggire! (Irene, [Giovanni])
- N. 10 - Finale I Del mio ben questo è il soggiorno (Filandro, Raimondo, Giovanni, Irene, Tiberio, Cecilia, Anastasia)

### Atto II
- N. 11 - Aria Fidarsi in uomini è una pazzia (Giannetta)
- N. 12 - Aria Allor che fuggiste veloci qual vento (Giovanni)
- N. 13 - Duetto Non son bella, non son cara... (Irene, Aurelia)
- N. 14 - Aria Deh chi mi rende (Filandro)
- N. 15 - Settimino Abbracciami... o cara... (Filandro, Irene, Giovanni, Raimondo, Tiberio, Aurelia, Gianetta)
- N. 16 - Finale II In Ciel risplenda l'iride (Filandro, Irene, Raimondo, Aurelia, Giovanni, Tiberio, Giannetta)